# Tsurumi-ku (Yokohama)
Tsurumi-ku (鶴見区?) es uno de los 18 distritos administrativos que conforman la ciudad de Yokohama, la capital de la prefectura de Kanagawa, Japón. Tenía una población estimada de 293 724 habitantes el 1 de septiembre de 2020 y una densidad de población de 8839 personas por km².

## Geografía
Tsurumi-ku está localizado en la parte oriental de la prefectura de Kanagawa, en la esquina noreste de la ciudad de Yokohama. Limita con los barrios de Kanagawa-ku y Kōhoku-ku, así como con la ciudad de Kawasaki.

## Demografía
Según los datos del censo japonés, la población de Tsurumi-ku ha crecido en los últimos 40 años.
| 231,477                                    | 237,083 | 250,100 | 251,232 | 254,103 | 264,548 | 272,178 | 285,356 | 290,860 | 292,709 |
| (Fuente: Oficina de Estadísticas de Japón) |         |         |         |         |         |         |         |         |         |